# Alexander Dalrymple
Alexander Dalrymple (24. července, 1737 – 19. června 1808) byl skotský geograf a první hydrograf britské Admirality.
Byl hlavním propagátorem teorie, že v jižním Tichém oceánu existuje obrovská, dosud neobjevená pevnina – Terra Australis Incognita. Dalrymple vytvořil tisíce námořních map mnoha moří a oceánů a přispěl významnou měrou k bezpečnosti plavby. Jeho teorie podnítila vyslání řady průzkumných plaveb s cílem nalézt dosud neobjevený kontinent a to až do doby, kdy James Cook svojí druhou plavbou, konanou v letech 1772–1775, dokázal, že Terra Australis neexistuje.
Roku 1765 byl zvolen za člena Královské společnosti. Roku 1782 byl zvolen za zahraničního člena Královské švédské akademie věd.